# Frederick Vernon Coville
Pour les articles homonymes, voir Coville.
Frederick Vernon Coville est un botaniste américain, né le 23 mars 1867 à Preston (New York) et mort le 9 janvier 1937  à Washington D.C..

## Biographie
Il est le fils de Joseph Addison et de Lydia née More. Il obtient son baccalauréat universitaire ès lettres (Bachelor of Arts) à l’université Cornell en 1887. Coville se marie avec Elizabeth Harwood Boynton le 4 octobre 1890. Il travaille à l’institut de botanique de l’université Cornell de 1887 à 1888, puis devient assistant botaniste au Département de l'Agriculture des États-Unis de 1888 à 1893, puis botaniste de 1893 à 1937. Il est conservateur de l’herbier national des États-Unis de 1893 à 1937. En 1921, l’université George Washington lui décerne un doctorat de sciences.
Membre de l’American Academy of Arts and Sciences, il fait paraître :
- Botany of the Death Valley expedition. Report on the botany of the expedition sent out in 1891 by the U. S. Department of agriculture to make a biological survey of the region of Death Valley, California (1893),
- Botany of Yakutat Bay, Alaska (1895), Crepis occidentalis and its allies (1892-1896), avec Daniel Trembly MacDougal (1865-1958)
- Desert botanical laboratory of the Carnegie institution (1903), avec Oliver Myles Freeman (1891-1969)
- Trees and shrubs of Lafayette Park, Washington, D.C. (1932), The willows of Alaska (1901).